# Suta fasciata
Espèce
Synonymes
- Denisonia fasciata Rosén, 1905

Suta fasciata est une espèce de serpents de la famille des Elapidae.

## Répartition
Cette espèce est endémique d'Australie-Occidentale.

## Description
L'holotype de Suta fasciata mesure 410 mm dont 47 mm pour la queue.

## Publication originale
- Rosén, 1905 : List of the snakes in the Zoological Museum of Lund and Malmö, with descriptions of new species and a new genus. Annals and Magazine of Natural History, ser. 7, vol. 15, p. 168-181 (texte intégral).